# Leonard Maltin
Leonard Maltin (n. 18 decembrie 1950, New York City, New York, SUA) este un critic și istoric de film american. Este autorul a numeroase cărți importante despre cinematografie.

## Cărți

### Autor
- Movie Comedy Teams (NAL, 1970; ediții revăzute, 1974, 1985)
- Behind the Camera (NAL, 1971), reeditată sub titlul The Art of the Cinematographer (Dover, 1978)
- The Great Movie Shorts (Crown, 1972), reeditată sub titlul Selected Short Subjects (Da Capo, 1983)
- The Disney Films (Crown, 1973; ediție revăzută, 1985; ediția a III-a, 1995, Hyperion; ediția a IV-a, 2000, Disney Editions)
- Carole Lombard (Pyramid, 1976)
- Our Gang: The Life and Times of the Little Rascals (Crown, 1977; în colaborare cu Richard W. Bann; reeditată în 1992 într-o ediție revăzută sub titlul The Little Rascals: The Life and Times of Our Gang
- The Great Movie Comedians (Crown, 1978)
- Of Mice and Magic: A History of American Animated Cartoons (NAL și McGraw Hill, 1980; ediție revăzută, noiembrie 1987)
- The Complete Guide to Home Video (Crown, 1981; coautor)
- The Great American Broadcast: A Celebration of Radio's Golden Age (E.P. Dutton, 1997)
- Leonard Maltin's Movie Crazy (M Press, 2008)
- Leonard Maltin's 151 Best Movies You've Never Seen (HarperStudio, 2010)
- Hooked On Hollywood: Discoveries From A Lifetime of Film Fandom (GoodKnight Books, 2018)

### Editor
- Leonard Maltin's Movie Guide (publicată inițial sub titlul TV Movies, iar apoi ca Leonard Maltin’s Movie & Video Guide) (NAL, 1969, 1974, 1978, 1980, 1982, 1984, 1986, 1987, publicată anual din 1988 până în 2014). A fost publicată o versiune neerlandeză intitulată Speelfilm Encyclopedie și o versiune suedeză intitulată Bonniers Stora Film & Video Guide.
- The Real Stars (Curtis, 1973)
- The Real Stars #2 (Curtis, 1974)
- The Laurel & Hardy Book (Curtis, 1973)
- Hollywood: The Movie Factory (Popular Library, 1976)
- Hollywood Kids (Popular Library, 1978)
- The Real Stars #3 (Curtis, 1979)
- The Whole Film Sourcebook (NAL și Universe Books, 1983)
- Leonard Maltin's Movie Encyclopedia (Dutton/Penguin, 1994)
- Leonard Maltin's Family Movie Guide (Dutton/Signet, 1999)

## Materiale video

### Autor al introducerii
- The Little Rascals, lansat pe 21 de casete VHS de Cabin Fever Entertainment și pe DVD de Genius Products.
- Walt Disney Treasures, serie de DVD-uri ce prezintă filme de animație și episoade din serialele animate de televiziune produse de Disney.